# Nati il 24 giugno
| Questa pagina contiene informazioni ricavate automaticamente dalle voci biografiche con l'ausilio del template Bio e di un bot. L'aggiornamento è periodico e automatico e ricostruisce completamente la pagina. Se manca una persona in questa lista, sei pregato di non aggiungerla, ma accertati piuttosto che la sua voce biografica contenga il template Bio e che i dati anagrafici siano correttamente compilati. Se il template Bio manca, inseriscilo tu stesso o, in alternativa, metti l'avviso {{tmp\|Bio}} che ne segnala la mancanza. Se i dati riportati sono sbagliati, correggi direttamente la voce biografica; le modifiche saranno visibili in questa lista entro pochi giorni. Per chiarimenti vedi il progetto biografie. La lista contiene solo le 1.194 persone che sono citate nell'enciclopedia e per le quali è stato implementato correttamente il template Bio. Pagina aggiornata al 17 ago 2025. |

## XIII secolo(5)
- 1207 - Giovanni Battista Forzatè, vescovo cattolico italiano († 1283)
- 1210 - Fiorenzo IV d'Olanda, conte olandese († 1234)
- 1244 - Enrico I d'Assia, nobile tedesco († 1308)
- 1254 - Fiorenzo V d'Olanda, sovrano olandese († 1296)
- 1292 - Ottone di Brunswick-Lüneburg, nobile († 1344)

## XIV secolo(6)
- 1314 - Filippa di Hainaut, regina († 1369)
- 1322 - Giovanna di Brabante, nobile († 1406)
- 1340 - John de Mowbray, IV barone Mowbray, nobile e militare inglese († 1368)
- 1343 - Giovanna di Valois, principessa francese († 1373)
- 1360 - Nuno Álvares Pereira, militare, religioso e santo portoghese († 1431)
- 1386 - Giovanni da Capestrano, religioso italiano († 1456)

## XV secolo(9)
- 1412 - Giovanni IV del Monferrato, marchese († 1464)
- 1442 - Gian Giacomo Trivulzio, nobile, militare e politico italiano († 1518)
- 1463 - Enrico IV di Brunswick-Lüneburg, nobile tedesco († 1514)
- 1465 - Isabella del Balzo, regina († 1533)
- 1485 - Johannes Bugenhagen, religioso tedesco († 1558)
- 1485 - Elisabetta di Danimarca, principessa danese († 1555)
- 1489 - Romolo Amaseo, umanista italiano († 1552)
- 1489 - Lorenz Fries, scrittore e storico tedesco († 1550)
- 1499 - Johann Brenz, teologo tedesco († 1570)

## XVI secolo(17)
- 1504 - Johannes Mathesius, pastore protestante e teologo tedesco († 1565)
- 1506 - Francesco di Lorena, nobile e militare francese († 1525)
- 1508 - Jean Codure, gesuita francese († 1541)
- 1519 - Teodoro di Beza, teologo francese († 1605)
- 1532 - Robert Dudley, I conte di Leicester, conte inglese († 1588)
- 1532 - Edzardo II della Frisia orientale, conte († 1599)
- 1532 - Guglielmo IV d'Assia-Kassel, nobile († 1592)
- 1535 - Giovanna d'Asburgo, spagnola († 1573)
- 1542 - Pedro Bautista Blásquez, missionario spagnolo († 1597)
- 1542 - Giovanni della Croce, presbitero e santo spagnolo († 1591)
- 1546 - Robert Parsons, gesuita inglese († 1610)
- 1562 - François de Joyeuse, cardinale e arcivescovo cattolico francese († 1615)
- 1574 - Marcus Sittikus von Hohenems, arcivescovo cattolico austriaco († 1619)
- 1590 - Samuel Ampzing, pastore protestante e poeta olandese († 1632)
- 1593 - Abraham von Franckenberg, mistico tedesco († 1652)
- 1595 - Ulderico Carpegna, cardinale e vescovo cattolico italiano († 1679)
- 1600 - Juan de Palafox y Mendoza, vescovo cattolico spagnolo († 1659)

## XVII secolo(21)
- 1616 - Ferdinand Bol, pittore olandese († 1680)
- 1616 - Filippo di Hohenzollern-Hechingen, principe († 1671)
- 1619 - Giovanni Galeazzo Bossi, nobile e politico italiano († 1684)
- 1630 - Henry Cavendish, II duca di Newcastle-upon-Tyne, politico inglese († 1691)
- 1641 - Maria Arcangela Biondini, religiosa italiana († 1712)
- 1648 - Giovanni Battista Pamphili, II principe di San Martino al Cimino e Valmontone, principe italiano († 1709)
- 1649 - Antonio Bulifon, editore francese († 1707)
- 1654 - Thomas Fuller, scrittore, medico e storico inglese († 1734)
- 1660 - Giovan Battista Fagiuoli, scrittore, poeta e drammaturgo italiano († 1742)
- 1663 - Jean-Baptiste Massillon, predicatore e vescovo cattolico francese († 1742)
- 1664 - Antonio Pacchioni, anatomista italiano († 1726)
- 1671 - Giovanni Battista Salerni, cardinale italiano († 1729)
- 1675 - Biagio Puccini, pittore e incisore italiano († 1721)
- 1678 - Ulrik Christian Gyldenløve, generale danese († 1719)
- 1678 - Jean-Baptiste de Tillier, politico e storico italiano († 1744)
- 1683 - Giovan Francesco Gaggini, pittore e artista svizzero († 1768)
- 1685 - Hans von Lehwaldt, generale prussiano († 1768)
- 1686 - Domenico Montagnana, liutaio italiano († 1750)
- 1690 - Maria Giovanna Clementi, pittrice italiana († 1761)
- 1694 - Jean-Jacques Burlamaqui, filosofo, giurista e scrittore svizzero († 1748)
- 1697 - Enrico Giuseppe di Auersperg, nobile austriaco († 1783)

## XVIII secolo(49)
- 1703 - Anne Lennox, nobildonna britannica († 1789)
- 1704 - Jean-Baptiste Boyer d'Argens, scrittore e filosofo francese († 1771)
- 1720 - Giovanni Presta, medico e agronomo italiano († 1797)
- 1724 - Giovanni Battista Rospigliosi, nobile italiano († 1784)
- 1726 - Robert Monckton, generale e politico britannico († 1782)
- 1727 - George Neville, I conte di Abergavenny, nobile inglese († 1785)
- 1735 - Federica Carolina di Sassonia-Coburgo-Saalfeld, principessa († 1791)
- 1736 - Cristiano Günther III di Schwarzburg-Sondershausen, principe († 1794)
- 1739 - Gabriel de Avilés, ufficiale spagnolo († 1810)
- 1740 - Juan Ignacio Molina, naturalista, botanico e gesuita cileno († 1829)
- 1745 - Ioannis Varvakis, rivoluzionario e imprenditore greco († 1825)
- 1747 - John O'Keeffe, commediografo, cantante e librettista irlandese († 1833)
- 1748 - Jean Florimond Boudon de Saint-Amans, naturalista francese († 1831)
- 1752 - Jean-Baptiste-Denis Despré, giornalista, librettista e drammaturgo francese († 1832)
- 1752 - Horatio Walpole, II conte di Orford, nobile e politico inglese († 1822)
- 1753 - William Hull, generale e politico statunitense († 1825)
- 1755 - Anacharsis Cloots, nobile e rivoluzionario prussiano († 1794)
- 1759 - Jean Jacques Antoine Caussin de Perceval, orientalista e linguista francese († 1835)
- 1762 - Luigi Menghetti, fantino italiano († 1834)
- 1768 - William Bentinck, IV duca di Portland, politico britannico († 1854)
- 1768 - Jean-Pierre Schmidtmeyer, avvocato e politico svizzero († 1830)
- 1770 - Albrecht Ludwig Berblinger, inventore e pioniere dell'aviazione tedesco († 1829)
- 1771 - Eleuthère Irénée du Pont, chimico e imprenditore francese († 1834)
- 1774 - Giovanni Battista De Rolandis, patriota italiano († 1796)
- 1774 - Antonio González de Balcarce, militare e politico argentino († 1819)
- 1774 - François-Nicolas-Benoît Haxo, ingegnere, generale e nobile francese († 1838)
- 1774 - Giuseppe Pietro Antonio Palma, vescovo cattolico e religioso italiano († 1843)
- 1774 - Giovanni Torti, poeta italiano († 1852)
- 1776 - Giovanni Rosini, poeta, romanziere e drammaturgo italiano († 1855)
- 1777 - Giambattista Magistrini, matematico italiano († 1849)
- 1777 - John Ross, esploratore scozzese († 1856)
- 1782 - Juan Larrea, imprenditore e politico argentino († 1847)
- 1783 - Johann Heinrich von Thünen, economista tedesco († 1850)
- 1784 - Juan Antonio Lavalleja, politico uruguaiano († 1853)
- 1785 - Alexander Porter, politico statunitense († 1884)
- 1787 - Giovanni Arrivabene, patriota, politico e economista italiano († 1881)
- 1788 - Alberto Parolini, botanico italiano († 1867)
- 1789 - Juan Bautista Cabral, militare argentino († 1813)
- 1789 - Silvio Pellico, scrittore, poeta e patriota italiano († 1854)
- 1790 - Helena Ekblom, scrittrice e predicatrice svedese († 1859)
- 1790 - Georg Wilding, nobile, diplomatico e militare tedesco († 1841)
- 1795 - Bianco Luno, tipografo danese († 1852)
- 1795 - Ernst Heinrich Weber, fisiologo e anatomista tedesco († 1878)
- 1796 - Charles Cousin-Montauban, politico e militare francese († 1878)
- 1796 - Friedrich Wilhelm Hemprich, naturalista e esploratore tedesco († 1825)
- 1796 - Johan Nugent, generale austriaco († 1849)
- 1797 - John Joseph Hughes, arcivescovo cattolico irlandese († 1864)
- 1797 - Johan Coenraad van Hasselt, botanico, zoologo e micologo olandese († 1823)
- 1799 - Pietro Marrelli, patriota italiano († 1871)

## XIX secolo(193)
- 1801 - Jørgen Sonne, pittore danese († 1890)
- 1802 - Date Munehiro, scrittore e storico giapponese († 1877)
- 1802 - Rudolf Müller, pittore svizzero († 1885)
- 1802 - Giovanni Battista Spangher, patriota, politico e giudice italiano († 1852)
- 1803 - Giuseppe Piacentini, avvocato e politico italiano († 1877)
- 1804 - Stephan Ladislaus Endlicher, botanico, numismatico e orientalista austriaco († 1849)
- 1804 - Giovanni Raffaele, medico e politico italiano († 1882)
- 1805 - Tito Cadolini, patriota e generale italiano († 1876)
- 1805 - Vincenzo Irelli, politico italiano († 1895)
- 1806 - Giovanni Galvani, filologo, linguista e bibliotecario italiano († 1873)
- 1806 - Carl Julius von Leypold, pittore tedesco († 1874)
- 1807 - Giovannina Franchi, religiosa italiana († 1872)
- 1807 - Auguste Strobl, tedesca († 1871)
- 1808 - Anna Caroline Oury, pianista e compositrice francese († 1880)
- 1808 - Jan Prosper Witkiewicz, orientalista, esploratore e diplomatico russo († 1839)
- 1811 - John Archibald Campbell, politico, militare e giurista statunitense († 1889)
- 1811 - Carlo Savio, vescovo cattolico italiano († 1881)
- 1813 - Henry Ward Beecher, politico statunitense († 1887)
- 1813 - Giuseppe Sabatelli, pittore italiano († 1843)
- 1817 - Vladimir Ivanovič Barjatinskij, nobile e ufficiale russo († 1875)
- 1817 - Charles Jourdain, filosofo e letterato francese († 1886)
- 1818 - Antonio Maria Ayala, missionario italiano († 1887)
- 1818 - Carlo Alessandro di Sassonia-Weimar-Eisenach, nobile tedesco († 1901)
- 1819 - Louis-Jules André, architetto francese († 1890)
- 1820 - Charles William Lancaster, inventore britannico († 1878)
- 1820 - Joaquim Manuel de Macedo, scrittore brasiliano († 1882)
- 1822 - Christian Zeller, matematico tedesco († 1899)
- 1823 - Martial Chazotte, militare francese († 1885)
- 1824 - Agnese di Anhalt, duchessa († 1897)
- 1824 - Horace de Landau, banchiere francese († 1903)
- 1825 - Aleksandra Nikolaevna Romanova, nobile russa († 1844)
- 1827 - John G. Downey, politico irlandese († 1894)
- 1829 - Gio Batta Paita, politico italiano († 1901)
- 1831 - Rebecca Harding Davis, scrittrice e giornalista statunitense († 1910)
- 1831 - Henry Herbert, IV conte di Carnarvon, nobile e politico britannico († 1890)
- 1833 - Gustaf Åkerhielm, politico svedese († 1900)
- 1833 - Alfred William Bennett, botanico britannico († 1902)
- 1834 - Clemente Pagnani, vescovo cattolico italiano († 1911)
- 1835 - Johannes Wislicenus, chimico tedesco († 1902)
- 1836 - Erminio Pescatori, patriota e giornalista italiano († 1905)
- 1836 - Harry Rosenbusch, geologo e mineralogista tedesco († 1914)
- 1837 - Cesare Saluzzo di Monterosso, politico italiano († 1906)
- 1838 - Jan Matejko, pittore polacco († 1893)
- 1838 - Corrado Valguarnera, nobile, patriota e politico italiano († 1903)
- 1838 - Gustav von Schmoller, economista e storico tedesco († 1917)
- 1839 - Rosetta Douglass, docente, scrittrice e attivista statunitense († 1906)
- 1839 - Giovanni Battista Lamperti, musicista italiano († 1910)
- 1839 - Emanuel Herrmann, economista austriaco († 1902)
- 1839 - Gustavus Franklin Swift, imprenditore statunitense († 1903)
- 1840 - Louis Brassin, pianista, compositore e docente belga († 1884)
- 1840 - Émile Duclaux, biologo e fisico francese († 1904)
- 1840 - Giovanni Petronio Russo, inventore, saggista e artista italiano († 1910)
- 1841 - Raimundo de Madrazo, pittore spagnolo († 1920)
- 1841 - Giovanni Battista Tassara, scultore e patriota italiano († 1916)
- 1842 - Ambrose Bierce, scrittore, giornalista e aforista statunitense
- 1842 - Antonio Dal Favero, scultore e pittore italiano († 1908)
- 1843 - Johann Brotan, ingegnere meccanico austriaco († 1918)
- 1844 - Baldassarre Odescalchi, politico italiano († 1909)
- 1844 - Placido Riccardi, monaco cristiano italiano († 1915)
- 1846 - Gaston Maspero, egittologo francese († 1916)
- 1847 - Azzio Caselli, chirurgo italiano († 1898)
- 1847 - Joseph-Noël Sylvestre, pittore francese († 1926)
- 1847 - Amilcare Tonietti, arcivescovo cattolico italiano († 1927)
- 1850 - Horatio Herbert Kitchener, I conte Kitchener, generale britannico († 1916)
- 1850 - Gustav Adolf Neuber, chirurgo tedesco († 1932)
- 1852 - Victor Adler, politico austriaco († 1918)
- 1852 - Tullo Golfarelli, scultore e pittore italiano († 1928)
- 1852 - Friedrich Loeffler, microbiologo tedesco († 1915)
- 1855 - Muhammad IV al-Hadi, tunisino († 1906)
- 1855 - Ruben Saillens, pastore protestante e scrittore francese († 1942)
- 1856 - Vincenzo Caprile, pittore italiano († 1936)
- 1856 - Friedrich Dahl, zoologo e aracnologo tedesco († 1929)
- 1856 - Anna Vasil'evna Jakimova, rivoluzionaria russa († 1942)
- 1856 - Henry Chapman Mercer, archeologo e collezionista d'arte statunitense († 1930)
- 1858 - Giovanni Agamennone, geologo e sismologo italiano († 1949)
- 1858 - George von Lengerke Meyer, politico statunitense († 1918)
- 1859 - Vittorio Puntoni, grecista e politico italiano († 1926)
- 1860 - Mercedes d'Orléans, principessa spagnola († 1878)
- 1860 - Themistoklīs Sofoulīs, archeologo e politico greco († 1949)
- 1861 - Decoroso Bonifanti, pittore e scenografo italiano († 1941)
- 1862 - George Herbert, IV conte di Powis, nobile inglese († 1952)
- 1864 - Leopoldo da Alpandeire, religioso spagnolo († 1956)
- 1864 - Jimmy Forrest, calciatore inglese († 1925)
- 1864 - Frederick Stanley Maude, generale britannico († 1917)
- 1864 - André du Bois de La Villerabel, arcivescovo cattolico francese († 1938)
- 1865 - Harry Plunket Greene, baritono irlandese († 1936)
- 1866 - Giovanni Bartolena, pittore italiano († 1942)
- 1866 - Enrico Conci, politico italiano († 1960)
- 1867 - Ruth Randall Edström, attivista statunitense († 1944)
- 1867 - J. Gordon Edwards, regista e sceneggiatore canadese († 1925)
- 1868 - Camilla Lucerna, insegnante, filologa e traduttrice austriaca († 1963)
- 1868 - Stjepan Miletić, letterato, drammaturgo e regista croato († 1908)
- 1868 - Harold James Murray, scrittore e educatore britannico († 1955)
- 1868 - Scipio Sighele, psicologo, sociologo e criminologo italiano († 1913)
- 1869 - Aziz Ezzat Pascià, politico egiziano († 1961)
- 1869 - Caroline Furness, astronoma statunitense († 1936)
- 1869 - Marcel Haëntjens, cavaliere e giocatore di croquet francese († 1915)
- 1869 - Giorgio di Grecia, principe greco († 1957)
- 1870 - Andrea Beltrami, presbitero italiano († 1897)
- 1870 - Gaetano Cesari, musicologo, critico musicale e bibliotecario italiano († 1934)
- 1870 - Edwin Foster Coddington, astronomo statunitense († 1950)
- 1871 - Amedeo Chiantoni, attore italiano († 1965)
- 1871 - Lamberto Vannutelli, ammiraglio e esploratore italiano († 1966)
- 1872 - Agnes Bennett, medico neozelandese († 1960)
- 1872 - Milton J. Fahrney, regista, sceneggiatore e attore statunitense († 1941)
- 1873 - Juan Corzo, scacchista spagnolo († 1941)
- 1873 - Will Louis, regista, attore e sceneggiatore statunitense († 1959)
- 1873 - Hugo Simberg, pittore, grafico e scultore finlandese († 1917)
- 1874 - Hon'inbō Shūsai, giocatore di go giapponese († 1940)
- 1875 - László Berti, schermidore ungherese († 1952)
- 1875 - Bob Garrett, pesista, discobolo e altista statunitense († 1961)
- 1875 - William S. Sadler, psichiatra statunitense († 1969)
- 1875 - Diedrich Hermann Westermann, missionario, linguista e africanista tedesco († 1956)
- 1876 - Leon Hazelton, golfista statunitense († 1948)
- 1876 - Henri Marchal, architetto e archeologo francese († 1970)
- 1877 - Arduino Colasanti, storico dell'arte italiano († 1935)
- 1877 - Aleksej Michajlovič Remizov, scrittore russo († 1957)
- 1877 - Ascanio Michele Sforza, nobile, ingegnere e scrittore italiano († 1944)
- 1877 - Georg von Charasoff, matematico e economista russo († 1931)
- 1878 - Carlo Sonzini, presbitero e giornalista italiano († 1957)
- 1879 - Gian Alberto Blanc, fisico e paleontologo italiano († 1966)
- 1879 - Giuseppe Lombardo Radice, pedagogista e filosofo italiano († 1938)
- 1879 - Frank Raad, ginnasta e multiplista statunitense († 1940)
- 1880 - Marguerite Caetani, letterata, giornalista e collezionista d'arte statunitense († 1963)
- 1880 - João Cândido Felisberto, militare brasiliano († 1969)
- 1880 - John W. Noble, regista e sceneggiatore statunitense († 1946)
- 1880 - Oswald Veblen, matematico statunitense († 1960)
- 1880 - Ralph Wilson, ginnasta statunitense († 1930)
- 1881 - Giannina Chiantoni, attrice italiana († 1972)
- 1882 - Maurice Asselin, pittore e incisore francese († 1947)
- 1882 - Carl Diem, dirigente sportivo e storico tedesco († 1962)
- 1882 - Juan Sarabia, politico, giornalista e rivoluzionario messicano († 1920)
- 1882 - Oscar Schwab, pistard svizzero († 1955)
- 1883 - Giacinto Auriti, diplomatico, ambasciatore e iamatologo italiano († 1969)
- 1883 - Victor Franz Hess, fisico austriaco († 1964)
- 1883 - Fritz Löhner-Beda, librettista e scrittore austriaco († 1942)
- 1883 - Jean Metzinger, pittore, scrittore e poeta francese († 1956)
- 1883 - William Verner, mezzofondista e siepista statunitense († 1966)
- 1884 - Ezio Bartalini, politico e giornalista italiano († 1962)
- 1884 - Maria Corsini, beata italiana († 1965)
- 1884 - Ivan Dreyfus, calciatore svizzero († 1975)
- 1884 - Bruno Nardi, filosofo italiano († 1968)
- 1884 - Frank Waller, ostacolista e velocista statunitense († 1941)
- 1884 - Lillian Worth, attrice statunitense († 1952)
- 1885 - Hugues Laurent, scenografo francese († 1990)
- 1885 - Bogumiła Noiszewska, religiosa polacca († 1942)
- 1885 - Aleksandr Jakovlevič Tairov, attore teatrale, regista teatrale e critico teatrale russo († 1950)
- 1886 - Friedrich Altemeier, militare e aviatore tedesco († 1968)
- 1886 - Ion Gigurtu, ingegnere e politico rumeno († 1959)
- 1888 - Eugène Bridoux, generale francese († 1955)
- 1888 - Ottorino Davoli, pittore italiano († 1945)
- 1888 - Karl Gümbel, generale tedesco († 1970)
- 1888 - Boshirō Hosogaya, ammiraglio giapponese († 1964)
- 1888 - Gerrit Rietveld, architetto e artigiano olandese († 1964)
- 1888 - René Verriet de Litardière, botanico francese († 1957)
- 1889 - Johannes Lohs, militare tedesco († 1918)
- 1889 - Conrad A. Nervig, montatore statunitense († 1980)
- 1890 - Sidney Swann, canottiere britannico († 1976)
- 1891 - Arturo Ferrario, ciclista su strada italiano († 1961)
- 1891 - Heinrich Grüber, teologo tedesco († 1975)
- 1891 - Irving Pichel, regista e attore statunitense († 1954)
- 1892 - Gregor Ebner, poliziotto e medico tedesco († 1974)
- 1892 - Giovanni Host-Venturi, politico, storico e generale italiano († 1980)
- 1892 - Agostino Lanfranchi, skeletonista e bobbista italiano († 1963)
- 1893 - Léon Bouffard, altista e dirigente sportivo svizzero († 1981)
- 1893 - Roy O. Disney, imprenditore statunitense († 1971)
- 1893 - Albert Graf von der Goltz, ufficiale tedesco († 1944)
- 1893 - João Silva Tavares, poeta, scrittore e drammaturgo portoghese († 1964)
- 1894 - Louis Henin, ginnasta belga
- 1894 - Leo Brandi, attore, cantante e comico italiano († 1959)
- 1894 - Luciano De Feo, critico cinematografico italiano († 1974)
- 1895 - Michele Allasia, aviatore italiano († 1918)
- 1895 - Jack Dempsey, pugile e attore statunitense († 1983)
- 1895 - Mary Gennaro Varale, alpinista italiana († 1963)
- 1895 - Juan Miles, giocatore di polo argentino († 1981)
- 1895 - Ángeles Ottein, soprano, cantante e insegnante spagnola († 1981)
- 1896 - Salvatore Cardella, architetto italiano († 1975)
- 1896 - Mohammed Racim, pittore algerino († 1975)
- 1897 - Francesco Babuscio Rizzo, ufficiale e diplomatico italiano († 1983)
- 1897 - Jan Koutný, ginnasta cecoslovacco († 1976)
- 1897 - Alf Lagesen, calciatore norvegese († 1973)
- 1897 - Helge Rosvænge, tenore danese († 1972)
- 1898 - José David Toro Ruilova, militare e politico boliviano († 1977)
- 1898 - Gustav Wieser, calciatore e allenatore di calcio austriaco († 1960)
- 1899 - Primo Danieli, calciatore italiano († 1964)
- 1899 - Bruce Marshall, scrittore britannico († 1987)
- 1899 - Madelon Székely-Lulofs, scrittrice e traduttrice olandese († 1958)
- 1900 - Gene Austin, cantante statunitense († 1972)
- 1900 - Juan Carlos Caballero Vega, rivoluzionario messicano († 2010)
- 1900 - Wilhelm Cauer, matematico e fisico tedesco († 1945)
- 1900 - Raphael Lemkin, avvocato e giurista polacco († 1959)
- 1900 - Bernard Tellegen, ingegnere olandese († 1990)
- 1900 - Alessandro Varini, calciatore italiano († 1944)

## XX secolo(867)
- 1901 - Libero Ferrario, ciclista su strada italiano († 1930)
- 1901 - Charles Keightley, militare britannico († 1974)
- 1901 - Remo Pannain, giurista italiano († 1967)
- 1901 - Harry Partch, compositore statunitense († 1974)
- 1901 - Chuck Taylor, cestista e allenatore di pallacanestro statunitense († 1969)
- 1901 - Juan Urkizu, calciatore e allenatore di calcio spagnolo († 1982)
- 1902 - Henry Cass, regista britannico († 1989)
- 1902 - Hans Chemin-Petit, compositore, direttore d'orchestra e insegnante tedesco († 1981)
- 1902 - Giovanni Frassoldati, calciatore italiano († 1968)
- 1902 - Teresio Guglielmone, politico, imprenditore e banchiere italiano († 1959)
- 1902 - Alfredo Mattioli, allenatore di calcio e calciatore italiano († 1965)
- 1902 - Ginevra Vivante, soprano italiano († 1996)
- 1903 - Charlie Margulis, trombettista statunitense († 1967)
- 1903 - Giovanni Mazzoni, calciatore italiano
- 1903 - Ada Smith, ginnasta britannica († 1994)
- 1904 - Antonio Bellino Rosina, matematico italiano († 1975)
- 1904 - Gildo Caputo, mercante d'arte e antifascista italiano († 1988)
- 1904 - Phil Harris, attore, musicista e doppiatore statunitense († 1995)
- 1904 - Tadao Takayama, calciatore giapponese († 1980)
- 1905 - Fred Alderman, velocista statunitense († 1998)
- 1905 - Carlo Borghesio, regista, sceneggiatore e montatore italiano († 1983)
- 1905 - Giorgio Cansacchi, giurista italiano († 1987)
- 1905 - Giovanni Ermiglia, attivista italiano († 2004)
- 1905 - Georgia Hale, attrice statunitense († 1985)
- 1905 - Rex Whistler, pittore e costumista britannico († 1944)
- 1906 - Siegfried Breuer, attore, sceneggiatore e regista austriaco († 1954)
- 1906 - Pierre Fournier, violoncellista francese († 1986)
- 1906 - Willard Maas, regista e poeta statunitense († 1971)
- 1906 - Giovanni Zerbetto, partigiano e imprenditore italiano († 1972)
- 1907 - Ángel Arocha, calciatore spagnolo († 1938)
- 1907 - Fortunato Bellonzi, scrittore, critico d'arte e saggista italiano († 1993)
- 1907 - Manlio Busoni, attore e doppiatore italiano († 1979)
- 1907 - Pierre Coppieters, pallanuotista belga
- 1907 - Filippo Pascucci, allenatore di calcio italiano († 1966)
- 1907 - Salvatore Sanfilippo, politico italiano († 1972)
- 1907 - José de Lima Siqueira, compositore e direttore d'orchestra brasiliano († 1985)
- 1908 - Nino Caffè, pittore e incisore italiano († 1975)
- 1908 - Hugo Distler, organista e compositore tedesco († 1942)
- 1908 - Marina Ladynina, attrice sovietica († 2003)
- 1908 - Francesco Neffat, politico, antifascista e partigiano italiano († 1990)
- 1908 - Tullio Pinelli, scrittore, sceneggiatore e drammaturgo italiano († 2009)
- 1908 - Alfons Rebane, militare estone († 1976)
- 1909 - Attilio Banfi, calciatore italiano († 1989)
- 1909 - Pietro Bianchi, critico cinematografico, critico letterario e giornalista italiano († 1976)
- 1909 - Franz Böheim, attore austriaco († 1963)
- 1909 - Giovanni Felisati, partigiano italiano († 1944)
- 1909 - Tatiana Menotti, soprano italiano († 2001)
- 1909 - Eros Pellini, scultore italiano († 1993)
- 1910 - Aldo Calò, scultore italiano († 1983)
- 1910 - Bruno Detassis, alpinista italiano († 2008)
- 1910 - Margaret Kelly Leibovici, ballerina e produttrice teatrale irlandese († 2004)
- 1910 - Jean Lesueur, tennista francese († 1969)
- 1910 - George Milburn, allenatore di calcio e calciatore inglese († 1980)
- 1910 - Emanuel Rackman, rabbino, teologo e predicatore statunitense († 2008)
- 1910 - Martha Sleeper, attrice statunitense († 1983)
- 1910 - Orlando Teani, ciclista su strada italiano († 1972)
- 1910 - Teddy Yarosz, pugile statunitense († 1974)
- 1910 - Berto Zampieri, scultore italiano († 1966)
- 1911 - Juan Alonzo, calciatore cubano
- 1911 - Juan Manuel Fangio, pilota automobilistico argentino († 1995)
- 1911 - Vera Apollonovna Obolenskaja, partigiana russa († 1944)
- 1911 - Gian Carlo Pajetta, politico e partigiano italiano († 1990)
- 1911 - Ernesto Sabato, scrittore argentino († 2011)
- 1911 - Portia White, contralto canadese († 1968)
- 1912 - Curt Bergsten, calciatore svedese († 1987)
- 1912 - Gösta Danielsson, scacchista svedese († 1978)
- 1912 - Sergej Nikolaevič Filippov, attore e doppiatore russo († 1990)
- 1912 - Nicola Pagliarani, politico italiano († 2010)
- 1912 - Giovanni Paolucci, regista e sceneggiatore italiano († 1964)
- 1912 - Ciccino Sineri, attore italiano († 2005)
- 1912 - Mary Wesley, scrittrice britannica († 2002)
- 1913 - Mario Ballocco, artista italiano († 2008)
- 1913 - Fritz Deike, calciatore tedesco († 1973)
- 1913 - Gustaaf Deloor, ciclista su strada belga († 2002)
- 1913 - Vincent Ferrini, scrittore e poeta statunitense († 2007)
- 1913 - Jan Kubiš, militare e partigiano cecoslovacco († 1942)
- 1913 - Pier Maria Pasinetti, scrittore e giornalista italiano († 2006)
- 1913 - Domenico Pesce, storico della filosofia italiano († 1993)
- 1913 - Douglas Stewart, cavaliere britannico († 1991)
- 1914 - Carl Braden, attivista statunitense († 1975)
- 1914 - Kari Diesen, attrice norvegese († 1987)
- 1914 - Peg Hillias, attrice statunitense († 1960)
- 1914 - Jan Karski, militare polacco († 2000)
- 1914 - Myroslav Ivan Ljubačivs'kyj, cardinale ucraino († 2000)
- 1914 - Pearl Witherington, militare britannica († 2008)
- 1914 - Ignace de la Potterie, gesuita e teologo belga († 2003)
- 1915 - Norman Cousins, giornalista e scrittore statunitense († 1990)
- 1915 - Fred Hoyle, fisico, matematico e astronomo britannico († 2001)
- 1916 - Duilio Casula, medico italiano († 2013)
- 1916 - John Ciardi, poeta e traduttore statunitense († 1986)
- 1916 - Nico Kaufmann, compositore e pianista svizzero († 1996)
- 1916 - Guido Mazzetti, calciatore e allenatore di calcio italiano († 1997)
- 1916 - Edoardo Palombi, generale e prefetto italiano († 1985)
- 1916 - William Bart Saxbe, politico statunitense († 2010)
- 1916 - Saleh Soliman, sollevatore egiziano
- 1916 - Lidia Wysocka, attrice teatrale, attrice cinematografica e regista teatrale polacca († 2006)
- 1917 - César Boutteville, scacchista francese († 2015)
- 1917 - Joan Clarke, crittanalista e numismatica britannica († 1996)
- 1917 - Gabriele De Rosa, storico, politico e scrittore italiano († 2009)
- 1917 - David Easton, politologo canadese († 2014)
- 1917 - Wayne Oates, psicologo statunitense († 1999)
- 1917 - Annette Poivre, attrice francese († 1988)
- 1918 - Antonio Candido, poeta, saggista e critico letterario brasiliano († 2017)
- 1918 - Giacomo Conti, bobbista italiano († 1992)
- 1918 - Jader Jacobelli, giornalista italiano († 2005)
- 1918 - Martti Karvonen, medico, fisiologo e epidemiologo finlandese († 2009)
- 1918 - Willem Vlijm, poliziotto olandese († 2010)
- 1919 - Al Molinaro, attore statunitense († 2015)
- 1920 - Mario Baratto, critico letterario e italianista italiano († 1984)
- 1920 - Giovanni Clocchiatti, allenatore di calcio e calciatore italiano († 1965)
- 1920 - Alberto Zevi, imprenditore, editore e traduttore italiano († 1993)
- 1921 - Giuseppe Davanzo, architetto e designer italiano († 2007)
- 1921 - Maurice Desaymonet, cestista francese († 2015)
- 1921 - Giovanni Piubello, scrittore italiano († 1983)
- 1921 - Gerhard Sommer, militare tedesco († 2017)
- 1922 - Manny Albam, sassofonista, compositore e produttore discografico statunitense († 2001)
- 1922 - Jack Carter, attore e comico statunitense († 2015)
- 1922 - Tata Giacobetti, cantante, contrabbassista e paroliere italiano († 1988)
- 1922 - Jerome Kilty, attore e drammaturgo statunitense († 2012)
- 1922 - Carlo Nangeroni, pittore e scenografo statunitense († 2018)
- 1922 - Giovanni Oman, linguista italiano († 2007)
- 1922 - José Adolfo Rodríguez, calciatore argentino
- 1922 - Anneliese Römer, attrice e doppiatrice tedesca († 2003)
- 1923 - Yves Bonnefoy, poeta, traduttore e critico d'arte francese († 2016)
- 1923 - Vito Caon, calciatore italiano († 1996)
- 1923 - Marc Riboud, fotografo e fotoreporter francese († 2016)
- 1923 - Arne Røisland, calciatore norvegese († 1980)
- 1923 - Cesare Romiti, dirigente d'azienda, imprenditore e editore italiano († 2020)
- 1923 - Virginia Beatrice Smith, avvocato, economista e educatrice statunitense († 2010)
- 1924 - Kurt Furgler, politico svizzero († 2008)
- 1924 - Gianni Toti, poeta, artista e giornalista italiano († 2007)
- 1924 - János Urányi, canoista ungherese († 1964)
- 1925 - Daniel Sénélar, pittore francese († 2001)
- 1925 - Petre Moldoveanu, allenatore di calcio e calciatore rumeno († 2005)
- 1925 - Vito Olivetti, partigiano italiano († 2017)
- 1925 - Piero Polito, poeta, critico letterario e scrittore italiano († 2010)
- 1925 - Sergio Realini, calciatore e allenatore di calcio italiano († 1990)
- 1925 - Deborah Kaminer, cestista israeliana
- 1925 - Miiko Taka, attrice statunitense († 2023)
- 1925 - Masanori Tokita, calciatore giapponese († 2004)
- 1925 - Alfonso Traina, latinista, filologo classico e traduttore italiano († 2019)
- 1926 - Aldo Brovarone, designer italiano († 2020)
- 1926 - Robert Carnegie, XIII conte di Northesk, nobile scozzese († 1994)
- 1926 - Ettore Rufo, politico italiano
- 1926 - Barbara Scofield, tennista statunitense († 2023)
- 1927 - James B. Edwards, politico statunitense († 2014)
- 1927 - Ladislav Jirasek, calciatore tedesco († 1977)
- 1927 - Martin Lewis Perl, fisico statunitense († 2014)
- 1927 - Rodolfo Tambroni Armaroli, politico italiano († 1996)
- 1927 - Alfons Van Brandt, calciatore belga († 2011)
- 1927 - Osvaldo Zubeldía, allenatore di calcio e calciatore argentino († 1982)
- 1928 - Yvan Delporte, fumettista e editore belga († 2007)
- 1928 - Larry Foust, cestista statunitense († 1984)
- 1928 - Lester Grinspoon, psichiatra e editore statunitense († 2020)
- 1928 - Kaj Hjelm, attore svedese († 1983)
- 1928 - Esmeralda Ruspoli, attrice e pittrice italiana († 1988)
- 1929 - Natalia Aspesi, giornalista, scrittrice e critica cinematografica italiana
- 1929 - Giorgio Bogi, politico e medico italiano
- 1929 - Marisa Borroni, annunciatrice televisiva, conduttrice televisiva e attrice italiana
- 1929 - Carolyn Jean Spellmann Shoemaker, astronoma statunitense († 2021)
- 1930 - Alberto Astraceli, calciatore italiano († 2002)
- 1930 - Giorgio Ceragioli, ingegnere italiano († 2008)
- 1930 - Claude Chabrol, regista, sceneggiatore e attore francese († 2010)
- 1930 - William Gaskill, regista teatrale britannico († 2016)
- 1930 - Herb Klein, politico statunitense († 2023)
- 1930 - June Thomson, scrittrice britannica († 2022)
- 1931 - Paulo Eduardo Andrade Ponte, arcivescovo cattolico brasiliano († 2009)
- 1931 - Árpád Bárány, ex schermidore e pentatleta ungherese
- 1931 - Giovanni Barbagli, politico italiano († 2006)
- 1931 - Giorgio Bellandi, pittore italiano († 1976)
- 1931 - Tita Carloni, architetto e politico svizzero († 2012)
- 1931 - Tonino Casula, artista e scrittore italiano († 2023)
- 1931 - Emilio Fede, giornalista, conduttore televisivo e scrittore italiano
- 1931 - Mario Imperoli, regista cinematografico, giornalista e sceneggiatore italiano († 1977)
- 1931 - George Petchey, calciatore e allenatore di calcio inglese († 2019)
- 1932 - Hristo Dončev, ex cestista bulgaro
- 1932 - George Gruntz, tastierista e compositore svizzero († 2013)
- 1932 - Margit Korondi, ginnasta ungherese († 2022)
- 1932 - Scott Marlowe, attore statunitense († 2001)
- 1932 - David McTaggart, ambientalista canadese († 2001)
- 1932 - Michail Ogon'kov, calciatore sovietico († 1979)
- 1932 - Michael Tuchner, regista tedesco († 2017)
- 1933 - Fritz Auer, architetto tedesco
- 1933 - Nadežda Chnykina, ex velocista e lunghista sovietica
- 1933 - Sam Jones, cestista e allenatore di pallacanestro statunitense († 2021)
- 1933 - Frans Mahn, ciclista su strada olandese († 1995)
- 1933 - Pipolo, sceneggiatore e regista italiano († 2006)
- 1933 - Katherine Washington, cestista statunitense († 2019)
- 1934 - Tom Bridger, pilota automobilistico britannico († 1991)
- 1934 - Maria Carta, cantautrice, attrice e politica italiana († 1994)
- 1934 - Gloria Christian, cantante italiana
- 1934 - Dumitru Mazilu, politico e diplomatico rumeno
- 1934 - Dolores Puthod, pittrice e scenografa italiana
- 1935 - Juan Bautista Agüero, calciatore paraguaiano († 2018)
- 1935 - Rodolfo Gigli, politico italiano († 2023)
- 1935 - Pete Hamill, scrittore e giornalista statunitense († 2020)
- 1935 - Ron Kramer, giocatore di football americano statunitense († 2010)
- 1935 - Terry Riley, compositore statunitense
- 1936 - Robert Downey Sr., attore, sceneggiatore e regista statunitense († 2021)
- 1936 - Andrzej Kostenko, regista, direttore della fotografia e sceneggiatore polacco († 2024)
- 1936 - Renzo Longhi, calciatore italiano († 2023)
- 1936 - Paul L. Smith, attore statunitense († 2012)
- 1936 - Donald Walter Trautman, vescovo cattolico statunitense († 2022)
- 1937 - Antonio Allocca, attore italiano († 2013)
- 1937 - Renzo Arbore, cantautore, disc jockey e autore televisivo italiano
- 1937 - Anita Desai, scrittrice indiana
- 1937 - Biagio Pelligra, attore italiano
- 1937 - Sajida Talfah, insegnante irachena
- 1938 - Lawrence Block, scrittore statunitense
- 1938 - Judy Boucher, cantautrice britannica
- 1938 - Abülfaz Elçibay, politico azero († 2000)
- 1938 - Boris Lagutin, pugile sovietico († 2022)
- 1938 - Lorenzo Pilat, cantante e compositore italiano
- 1938 - Vincenzo Pontolillo, dirigente d'azienda italiano († 2021)
- 1938 - Edoardo Vianello, cantautore, produttore discografico e attore italiano
- 1939 - Stephen Dunn, poeta statunitense († 2021)
- 1939 - John H. Flood, politico statunitense († 2016)
- 1939 - Brigitte Fontaine, cantante, scrittrice e poetessa francese
- 1939 - Henry Lawrence Garrett, politico statunitense
- 1939 - Michael Gothard, attore britannico († 1992)
- 1939 - Angelo Micheletti, ingegnere italiano
- 1939 - Andrea Monorchio, economista e dirigente pubblico italiano
- 1939 - Ha Schult, artista tedesco
- 1939 - Fernando Soto Henríquez, aviatore e ufficiale honduregno († 2006)
- 1940 - Giovanni Bertolucci, produttore cinematografico italiano († 2005)
- 1940 - Hope Cooke, regina, giornalista e scrittrice statunitense
- 1940 - Augusto Fantozzi, politico italiano († 2019)
- 1940 - Maurizio Mosca, giornalista e conduttore televisivo italiano († 2010)
- 1940 - Salvatore Nicosia, grecista italiano
- 1940 - Miloš Pražák, ex cestista e dirigente sportivo cecoslovacco
- 1940 - Antonello Sciacchitano, psicoanalista e matematico italiano
- 1940 - Vittorio Storaro, direttore della fotografia italiano
- 1941 - Giancarlo Bastianoni, attore e stuntman italiano
- 1941 - Nancy Kalish, fumettista statunitense
- 1941 - Art Heyman, cestista statunitense († 2012)
- 1941 - Julia Kristeva, linguista, psicanalista e filosofa francese
- 1941 - Nelson López, ex calciatore argentino
- 1941 - Marta Melicharová, cestista cecoslovacca († 2019)
- 1941 - Charles Whitman, criminale statunitense († 1966)
- 1942 - Silvio Beretta, politico e politologo italiano
- 1942 - Antoine Berman, filosofo e traduttore francese († 1991)
- 1942 - Arthur Brown, cantante britannico
- 1942 - Giovanni Dotoli, francesista e poeta italiano
- 1942 - Eduardo Frei Ruiz-Tagle, ingegnere e politico cileno
- 1942 - Colin Groves, antropologo e zoologo britannico († 2017)
- 1942 - Michele Lee, attrice statunitense
- 1942 - Ruggero Miti, regista, produttore televisivo e attore italiano
- 1942 - Gerhard Roth, scrittore austriaco († 2022)
- 1943 - Tiziano Crudeli, giornalista e opinionista italiano
- 1943 - Carole Caldwell Graebner, tennista e dirigente sportiva statunitense († 2008)
- 1943 - Attilio Monetti, giornalista, telecronista sportivo e ex velocista italiano
- 1943 - Georg Stanford Brown, attore e regista cubano
- 1944 - Camillo Ballin, vescovo cattolico e missionario italiano († 2020)
- 1944 - Jeff Beck, cantante e chitarrista britannico († 2023)
- 1944 - Dennis Butler, allenatore di calcio e ex calciatore inglese
- 1944 - Nancy Cartwright, filosofa statunitense
- 1944 - Ticky Holgado, attore, cantante e musicista francese († 2004)
- 1944 - Julian Holloway, attore britannico († 2025)
- 1944 - Kathryn Lasky, scrittrice statunitense
- 1944 - Juan Manuel González Lima, ex calciatore spagnolo
- 1944 - Petra Martínez, attrice spagnola
- 1944 - Tommy McMillan, allenatore di calcio e ex calciatore scozzese
- 1944 - Giovanni Pandico, mafioso italiano
- 1944 - Kaoru Shinoda, attore e doppiatore giapponese
- 1944 - Charlie Whitney, chitarrista britannico
- 1944 - Chris Wood, musicista, flautista e sassofonista britannico († 1983)
- 1945 - Colin Blunstone, cantante e compositore britannico
- 1945 - Enrico Calamai, diplomatico italiano
- 1945 - Wayne Cashman, allenatore di hockey su ghiaccio e ex hockeista su ghiaccio canadese
- 1945 - George Pataki, politico statunitense
- 1945 - Betty Stöve, ex tennista olandese
- 1945 - Stefan Weinfurter, storico tedesco († 2018)
- 1946 - Peter Bennett, calciatore inglese († 2024)
- 1946 - João Batista Faria, calciatore brasiliano († 2008)
- 1946 - Eligio De Rossi, ex cestista italiano
- 1946 - Sergio Menegale, cantante e compositore italiano
- 1946 - Ellison Onizuka, astronauta statunitense († 1986)
- 1946 - Giangiorgio Pasqualotto, filosofo italiano
- 1946 - Robert Reich, politico, economista e divulgatore scientifico statunitense
- 1946 - Nguyễn Đức Soát, generale e aviatore vietnamita
- 1947 - Clarissa Dickson Wright, cuoca e conduttrice televisiva inglese († 2014)
- 1947 - Mick Fleetwood, batterista e attore britannico
- 1947 - Terry Hibbitt, calciatore inglese († 1994)
- 1947 - Hubert Hutsebaut, ciclista su strada belga
- 1947 - Giovanni Lizzio, poliziotto italiano († 1992)
- 1947 - Rodolfo Torti, fumettista italiano
- 1947 - Helena Vondráčková, cantante ceca
- 1947 - Peter Weller, attore statunitense
- 1947 - Mike de Albuquerque, bassista britannico
- 1948 - Galia Ackerman, scrittrice e storica francese
- 1948 - Armando Calderón Sol, politico salvadoregno († 2017)
- 1948 - Nourhan Manougian, arcivescovo ortodosso armeno
- 1948 - Patrick Moraz, musicista, tastierista e pianista svizzero
- 1948 - Steve Patterson, cestista e allenatore di pallacanestro statunitense († 2004)
- 1948 - Anita Reeves, attrice irlandese († 2016)
- 1949 - Werner Bätzing, geografo tedesco
- 1949 - John Illsley, bassista e cantautore britannico
- 1949 - Agenor Muniz, allenatore di calcio e ex calciatore brasiliano
- 1950 - Nancy Allen, attrice statunitense
- 1950 - Alfredo Gavazzi, imprenditore, dirigente sportivo e politico italiano († 2022)
- 1950 - Alain Harel, vescovo cattolico mauriziano
- 1950 - Mercedes Lackey, scrittrice statunitense
- 1950 - Janet Farrar, saggista britannica
- 1950 - Moshe Ya'alon, politico e generale israeliano
- 1951 - Giuseppe Giovanni Battaglia, poeta, drammaturgo e scrittore italiano († 1995)
- 1951 - Giovanni Bottiroli, filosofo italiano
- 1951 - Raelene Boyle, ex velocista australiana
- 1951 - Gabriele Cimadoro, politico italiano
- 1951 - Lorenzo Del Boca, giornalista e saggista italiano
- 1951 - Juan Manuel Fernández Ochoa, ex sciatore alpino spagnolo
- 1951 - Ivar Formo, fondista, orientista e dirigente sportivo norvegese († 2006)
- 1951 - Stephen Jefferies, ex ballerino e direttore artistico britannico
- 1951 - Mark Klastorin, doppiatore statunitense († 2012)
- 1951 - David Rodigan, disc jockey britannico
- 1951 - Werner Sele, ex slittinista liechtensteinese
- 1951 - Charles Sturridge, regista britannico
- 1951 - Myint Swe, generale e politico birmano († 2025)
- 1951 - Markku Tuokko, discobolo e pesista finlandese († 2015)
- 1952 - Jacques Benoit-Gonnin, vescovo cattolico francese
- 1952 - Lorna Forde, ex atleta barbadiana
- 1952 - Lillo Gullo, poeta, aforista e giornalista italiano
- 1952 - Dave Lapham, ex giocatore di football americano statunitense
- 1952 - Aida Rienzi, calciatrice e dirigente sportiva italiana († 2012)
- 1952 - Dave Willetts, cantante e attore teatrale britannico
- 1953 - Carlo Carosso, pittore e scultore italiano († 2007)
- 1953 - Alif Hajiyev, militare azero († 1992)
- 1953 - John Mason, ex calciatore scozzese
- 1953 - William Moerner, biochimico statunitense
- 1953 - Abdou N'Diaye, ex cestista e allenatore di pallacanestro senegalese
- 1953 - Michael Reid McKay, attore statunitense
- 1953 - Slavica Stojčinović, ex cestista jugoslava
- 1954 - Choi Jong-duk, ex calciatore sudcoreano
- 1954 - Walter Dalgal, ex ciclista su strada e dirigente sportivo italiano
- 1954 - Mark Edmondson, ex tennista australiano
- 1954 - Janina Gorzelana, ex cestista polacca
- 1954 - Roberto Strauss, ex nuotatore messicano
- 1954 - Refa'i Ahmed Taha, terrorista egiziano († 2016)
- 1955 - Boudewijn de Geer, calciatore olandese († 2024)
- 1955 - Sherry Miller, attrice canadese
- 1955 - Parviz Parastui, attore iraniano
- 1955 - Reynaert, cantante belga († 2020)
- 1956 - Ricardo Azevedo, allenatore di pallanuoto brasiliano
- 1956 - Albert Emon, allenatore di calcio e ex calciatore francese
- 1956 - Davit' Hambarjowmyan, tuffatore sovietico († 1992)
- 1956 - Park Neung-hoo, politico sudcoreano
- 1956 - Joe Penny, attore britannico
- 1956 - Hannu Turunen, ex calciatore finlandese
- 1957 - Ilie Bărbulescu, calciatore rumeno († 2020)
- 1957 - Anna Broggiato, giornalista italiana
- 1957 - Giovanni Buttarelli, funzionario italiano († 2019)
- 1957 - Enrico Farinone, politico italiano
- 1957 - Giorgio Filograna, musicista e saggista italiano
- 1957 - Jean-Pierre Fontenay, ex pilota di rally francese
- 1957 - Mark Parkinson, politico, imprenditore e avvocato statunitense
- 1957 - Jean-François Vlérick, attore e doppiatore francese
- 1958 - Giovanni Antonino, politico italiano
- 1958 - Tommy Lister, attore e wrestler statunitense († 2020)
- 1958 - Silvio Mondinelli, alpinista italiano
- 1958 - Salvatore Musumeci, politico e avvocato italiano
- 1958 - John Tortorella, allenatore di hockey su ghiaccio e ex hockeista su ghiaccio statunitense
- 1958 - João José da Costa, arcivescovo cattolico brasiliano
- 1959 - Mario Casella, giornalista, scrittore e regista svizzero
- 1959 - Chris Childs, bassista e tecnico del suono britannico
- 1959 - Juan Alberto Cruz, ex calciatore honduregno
- 1959 - Dan Gilroy, sceneggiatore e regista statunitense
- 1959 - John Gilroy, montatore statunitense
- 1959 - Gilberto Gomes, ex calciatore portoghese
- 1959 - Andy McCluskey, cantante, bassista e compositore britannico
- 1959 - Amado Pérez, ex calciatore paraguaiano
- 1959 - Crispian Sallis, scenografo britannico
- 1959 - Ljiljana Stanojević, ex cestista jugoslava
- 1960 - Claudio Amati, fondista di corsa in montagna italiano
- 1960 - Elish Angiolini, avvocato e funzionaria scozzese
- 1960 - Nate Carr, ex lottatore statunitense
- 1960 - J. Bradford DeLong, economista statunitense
- 1960 - Pascale Ehrenfreund, astrofisica austriaca
- 1960 - Mark Damon Espinoza, attore statunitense
- 1960 - Siedah Garrett, cantautrice statunitense
- 1960 - Kojo Koev, ex cestista bulgaro
- 1960 - Ingo Mendel, ex cestista tedesco
- 1960 - Erik Poppe, regista, sceneggiatore e produttore cinematografico norvegese
- 1960 - Ian Rogers, scacchista australiano
- 1960 - Barry Rohrssen, allenatore di pallacanestro statunitense
- 1960 - René Temmink, ex arbitro di calcio olandese
- 1961 - Susanne Beyer, ex altista tedesca
- 1961 - Enrico Carpentieri, militare italiano
- 1961 - Juan Cayasso, ex calciatore costaricano
- 1961 - Dennis Danell, chitarrista e produttore discografico statunitense († 2000)
- 1961 - Sylvie Fleury, artista svizzera
- 1961 - Iain Glen, attore scozzese
- 1961 - Peter Milligan, fumettista e sceneggiatore britannico
- 1961 - Nicola Pagliuca, politico italiano
- 1961 - Raja Yong Sofia, principessa malese
- 1961 - Ralph Reed, statunitense
- 1961 - Natal'ja Šapošnikova, ex ginnasta sovietica
- 1961 - Curt Smith, cantante e bassista britannico
- 1961 - Rebecca Solnit, scrittrice, giornalista e attivista statunitense
- 1962 - Gautam Adani, imprenditore indiano
- 1962 - Gianni Bombardi, giocatore di biliardo italiano († 2012)
- 1962 - Lancaster Gordon, ex cestista statunitense
- 1962 - Jan Grabowski, storico polacco
- 1962 - Susanne Rosengren, ex cestista svedese
- 1962 - Claudia Sheinbaum, politica, fisica e ingegnere messicana
- 1962 - Todd Shell, ex giocatore di football americano statunitense
- 1962 - Brian Sparrow, allenatore di calcio e calciatore inglese († 2019)
- 1962 - Yeo Bum-kyu, allenatore di calcio e ex calciatore sudcoreano
- 1963 - Pamela Healy, ex velista statunitense
- 1963 - Jurij Kasparjan, chitarrista russo
- 1963 - Paweł Kukiz, cantante, attore e politico polacco
- 1963 - Joseph Machingura, ex giocatore di calcio a 5 zimbabwese
- 1963 - Nshan Munchyan, ex pugile armeno
- 1963 - Predrag Radosavljević, allenatore di calcio e ex calciatore serbo
- 1963 - Carlo Robiglio, imprenditore e editore italiano
- 1963 - Denis Rodier, fumettista canadese
- 1963 - Luca Rota, ex ciclista su strada italiano
- 1963 - Anesti Stoja, ex calciatore albanese
- 1963 - Benedetta Tagliabue, architetta italiana
- 1963 - Anand Tucker, regista e produttore cinematografico thailandese
- 1963 - Barbara Underhill, ex pattinatrice artistica su ghiaccio canadese
- 1963 - Mike Wieringo, fumettista statunitense († 2007)
- 1964 - Philippe Fargeon, ex calciatore francese
- 1964 - Greg Fee, ex calciatore inglese
- 1964 - Gianni Celeste, cantautore italiano
- 1964 - Heiko Hunger, ex sciatore nordico tedesco
- 1964 - Daniela Lojarro, soprano italiano
- 1964 - Günther Mader, ex sciatore alpino austriaco
- 1964 - Igor' Plotnickij, militare e politico ucraino
- 1964 - Antonio Soda, allenatore di calcio e ex calciatore italiano
- 1964 - Giovanni Soncin, allenatore di calcio e ex calciatore italiano
- 1964 - Dieter Steger, politico italiano
- 1964 - Gary Suter, ex hockeista su ghiaccio statunitense
- 1965 - Christophe Berra, ex sciatore alpino svizzero
- 1965 - Massimo Bitonci, politico italiano
- 1965 - Giampiero Cannella, politico italiano
- 1965 - Kannard Johnson, ex cestista statunitense
- 1965 - Uwe Krupp, allenatore di hockey su ghiaccio e ex hockeista su ghiaccio tedesco
- 1965 - Geōrgios Lamproulīs, politico greco
- 1965 - Vladimir Luxuria, attivista, scrittrice e personaggio televisivo italiana
- 1965 - Fabrizio Ravasi, ex canottiere italiano
- 1966 - Éric Assadourian, dirigente sportivo, allenatore di calcio e ex calciatore francese
- 1966 - Milena Bertolini, allenatrice di calcio e ex calciatrice italiana
- 1966 - Grațiela-Leocadia Gavrilescu, politica rumena
- 1966 - John Arcilla, attore filippino
- 1966 - Cinqué Lee, attore, regista e sceneggiatore statunitense
- 1966 - Erika Mészáros, ex canoista ungherese
- 1966 - Hope Sandoval, cantautrice statunitense
- 1966 - Adrienne Shelly, attrice, sceneggiatrice e regista statunitense († 2006)
- 1967 - Corina Crețu, politica e giornalista romena
- 1967 - E Jie, ex schermitrice cinese
- 1967 - Vojtěch Flégl, ex tennista cecoslovacco
- 1967 - Les Jepsen, ex cestista statunitense
- 1967 - Michael Kessler, attore, comico e scrittore tedesco
- 1967 - Richard Kruspe, chitarrista e cantante tedesco
- 1967 - Giannīs Līmniatīs, allenatore di calcio e ex calciatore greco
- 1967 - Fabrizio Settembrini, ex ciclista su strada italiano
- 1967 - Sherry Stringfield, attrice statunitense
- 1968 - Alaa Abdelnaby, ex cestista egiziano
- 1968 - Xenios Aristotelous, ex calciatore cipriota
- 1968 - Torgeir Bjarmann, ex calciatore e dirigente sportivo norvegese
- 1968 - Jordi Calafat, ex velista spagnolo
- 1968 - Juan Carlos González Zamora, scacchista messicano
- 1968 - Barys Hel'fand, scacchista bielorusso
- 1968 - Christian Klees, ex tiratore a segno tedesco
- 1968 - Khachatur Kyapanaktsyan, sollevatore armeno († 2007)
- 1968 - María José Montiel, mezzosoprano spagnolo
- 1968 - Marco Pullo, ex calciatore italiano
- 1968 - Peter Sandvang, ex triatleta danese
- 1969 - Chris Ballard, dirigente sportivo statunitense
- 1969 - Syren De Mer, attrice pornografica statunitense
- 1969 - Melissa Gurney, ex tennista statunitense
- 1969 - Randy Jones, ex bobbista statunitense
- 1969 - Sissel Kyrkjebø, cantante norvegese
- 1969 - Berthy Suárez, ex calciatore boliviano
- 1969 - Helma Wennemers, chimica tedesca
- 1970 - Tomáš Anzari, ex tennista ceco
- 1970 - Stefano Frizziero, ex giocatore di calcio a 5 italiano
- 1970 - Carlos Lanauze, ex cestista portoricano
- 1970 - David May, ex calciatore inglese
- 1970 - Glenn Medeiros, cantautore statunitense
- 1970 - Limor Mizrachi, ex cestista israeliana
- 1970 - Salvo Palazzolo, giornalista e scrittore italiano
- 1970 - Iryna Pivovarova, ex cestista ucraina
- 1970 - Daniel Sánchez Arévalo, regista e scrittore spagnolo
- 1971 - Antonio Baldelli, politico italiano
- 1971 - Antonio Colamonici, canottiere italiano
- 1971 - Francesco Cordio, regista e attore italiano
- 1971 - Thomas Helveg, allenatore di calcio e ex calciatore danese
- 1971 - Keiju Karashima, allenatore di calcio e ex calciatore giapponese
- 1971 - László Klausz, ex calciatore ungherese
- 1971 - Nicole Livingstone, ex nuotatrice australiana
- 1971 - Ursula Meier, regista e sceneggiatrice svizzera
- 1971 - Anthony Smith, allenatore di calcio e ex calciatore inglese
- 1971 - Sébastien Viars, ex rugbista a 15 francese
- 1971 - Alexandre de La Patellière, sceneggiatore, drammaturgo e regista francese
- 1972 - Mads Brügger, giornalista, conduttore televisivo e regista danese
- 1972 - Paulo Cabral, ex calciatore portoghese
- 1972 - Emanuele Crestini, politico italiano († 2019)
- 1972 - Kim Yeo-jin, attrice e attivista sudcoreana
- 1972 - Lucian Marinescu, procuratore sportivo e ex calciatore rumeno
- 1972 - Robbie McEwen, ex ciclista su strada australiano
- 1972 - Stefano Zavka, alpinista italiano († 2007)
- 1972 - Denis Žvegelj, ex canottiere sloveno
- 1973 - Aleksandr Agarin, ex calciatore kirghiso
- 1973 - Alexander Beyer, attore tedesco
- 1973 - Eduard Cychmejstruk, ex calciatore ucraino
- 1973 - Matt Drummond, regista e sceneggiatore australiano
- 1973 - Manuel García Gargallo, scrittore spagnolo
- 1973 - Iryna Kakueva, ex biatleta bielorussa
- 1973 - Amba Kongolo, ex cestista della Repubblica Democratica del Congo
- 1973 - Silao Leaega, ex rugbista a 15 e allenatore di rugby a 15 samoano
- 1973 - Jere Lehtinen, ex hockeista su ghiaccio finlandese
- 1973 - Grégory Leperdi, ex hockeista su slittino francese
- 1973 - Alessandra Moretti, politico italiano
- 1973 - Viktōr Mītrou, ex sollevatore greco
- 1973 - Bill Schuffenhauer, bobbista statunitense
- 1973 - Torbjørn Søgaard, ex sciatore alpino norvegese
- 1974 - Luca Angeletti, attore italiano
- 1974 - Magnus Carlsson, cantante svedese
- 1974 - Emanuela Damasio, doppiatrice italiana
- 1974 - Vinnie Fiorello, batterista, paroliere e produttore discografico statunitense
- 1974 - Alessandro Gisotti, giornalista italiano
- 1974 - Roman Kratochvíl, ex calciatore slovacco
- 1974 - Juan Manuel Moltedo, ex cestista uruguaiano
- 1975 - Shontel Brown, politica statunitense
- 1975 - Ivan Bulat, allenatore di calcio e ex calciatore croato
- 1975 - Filippos Filippou, ex calciatore cipriota
- 1975 - Carla Gallo, attrice e modella statunitense
- 1975 - Andy LeRoy, allenatore di sci alpino e ex sciatore alpino statunitense
- 1975 - Marek Malík, ex hockeista su ghiaccio ceco
- 1975 - Waco O'Guin, comico, attore e doppiatore statunitense
- 1975 - Christie Rampone, ex calciatrice e allenatrice di calcio statunitense
- 1975 - Federico Pucciarello, ex rugbista a 15, allenatore di rugby a 15 e imprenditore argentino
- 1975 - Laurent Tobel, ex pattinatore francese
- 1975 - Remco van der Ven, ex ciclista su strada olandese
- 1976 - Francesco Bonifazi, politico italiano
- 1976 - Rasheed Brokenborough, ex cestista statunitense
- 1976 - Joseph Konopka, criminale statunitense
- 1976 - Gianluca Lalli, cantautore e scrittore italiano
- 1976 - Daniele Nardi, alpinista italiano († 2019)
- 1976 - Brock Olivo, ex giocatore di football americano e allenatore di football americano statunitense
- 1976 - Ricardo Alexandre dos Santos, ex calciatore brasiliano
- 1976 - Daniel Santiago, ex cestista statunitense
- 1976 - Dmitrij Sennikov, ex calciatore russo
- 1976 - Rustam Valiulin, ex biatleta bielorusso
- 1977 - Clifford Bayer, schermidore statunitense
- 1977 - Filippo Bisciglia, conduttore televisivo italiano
- 1977 - Jean-Philippe Caillet, allenatore di calcio e ex calciatore francese
- 1977 - Sara Casanova, politica italiana
- 1977 - Raja Chari, astronauta statunitense
- 1977 - Kristian Digby, conduttore televisivo e regista britannico († 2010)
- 1977 - Shaun Ellis, ex giocatore di football americano statunitense
- 1977 - Mike Jordan, ex cestista e allenatore di pallacanestro statunitense
- 1977 - Francine Jordi, cantante svizzera
- 1977 - Rune Lange, ex calciatore norvegese
- 1977 - Dīmos Ntikoudīs, ex cestista greco
- 1977 - Stacy Sykora, ex pallavolista statunitense
- 1977 - Amir Talai, attore, cantante e comico statunitense
- 1977 - Adele Tonnini, politica sammarinese
- 1977 - K'Zell Wesson, ex cestista statunitense
- 1977 - Dee Williams, attrice pornografica statunitense
- 1977 - Antoine Winfield, ex giocatore di football americano statunitense
- 1977 - Nina Živanevskaja, ex nuotatrice sovietica
- 1978 - De Wet Barry, rugbista a 15 sudafricano
- 1978 - Juan Francisco Hernández, ex calciatore peruviano
- 1978 - Pantelīs Kafes, ex calciatore greco
- 1978 - Luis Javier García Sanz, ex calciatore spagnolo
- 1978 - Janne Moilanen, ex calciatore finlandese
- 1978 - Shunsuke Nakamura, ex calciatore giapponese
- 1978 - Mikael Nilsson, ex calciatore svedese
- 1978 - Adam Pearce, ex wrestler e dirigente sportivo statunitense
- 1978 - Ariel Pink, polistrumentista, cantante e compositore statunitense
- 1978 - Juan Román Riquelme, dirigente sportivo e ex calciatore argentino
- 1978 - Maryna Verheljuk, ex pallamanista ucraina
- 1978 - Emppu Vuorinen, chitarrista finlandese
- 1979 - Virginie Gervais, attrice pornografica e personaggio televisivo francese
- 1979 - Massimo Impieri, poliziotto italiano († 2013)
- 1979 - Dafydd Jones, rugbista a 15 gallese
- 1979 - Mindy Kaling, attrice e scrittrice statunitense
- 1979 - Geoff Keighley, giornalista canadese
- 1979 - Petra Němcová, modella, conduttrice televisiva e filantropa ceca
- 1979 - Zdravko Radić, pallanuotista montenegrino
- 1979 - Neil Tarrant, ex calciatore scozzese
- 1979 - Giovanni Vianello, politico italiano
- 1979 - Marquinhos Santos, allenatore di calcio brasiliano
- 1980 - Liane Balaban, attrice e modella canadese
- 1980 - Cicinho, ex calciatore brasiliano
- 1980 - Nina Dübbers, ex tennista tedesca
- 1980 - Aitor Egurrola, hockeista su pista spagnolo
- 1980 - Edoardo Frau, sciatore d'erba italiano
- 1980 - Chris Jones, rugbista a 15 inglese
- 1980 - Minka Kelly, attrice statunitense
- 1980 - Joel Muñoz, cestista panamense
- 1980 - Lisa Tormena, giornalista e regista italiana
- 1980 - Amirah Vann, attrice statunitense
- 1981 - Jason Edwin, ex cestista americo-verginiano
- 1981 - Tilky Jones, attore statunitense
- 1981 - Lily Kahumoku, ex pallavolista statunitense
- 1981 - Vanessa Ray, attrice e cantante statunitense
- 1981 - Gabriel Zuchtriegel, archeologo e dirigente pubblico tedesco
- 1981 - Norberto Mulenessa Maurito, ex calciatore angolano
- 1981 - Łukasz Żal, direttore della fotografia polacco
- 1982 - Francesco Cannizzaro, politico italiano
- 1982 - Serginho Greene, ex calciatore olandese
- 1982 - Rafał Grzelak, ex calciatore polacco
- 1982 - Sylvain Guintoli, pilota motociclistico francese
- 1982 - Nataša Janić, canoista ungherese
- 1982 - Joanna Kulig, attrice polacca
- 1982 - José Mendoza Zambrano, ex calciatore peruviano
- 1982 - Cristian Montero, ex calciatore costaricano
- 1982 - Kevin Nolan, allenatore di calcio e ex calciatore inglese
- 1982 - Lotte Verbeek, attrice olandese
- 1982 - Wei Yili, giocatrice di badminton cinese
- 1983 - Alberto II di Thurn und Taxis, nobile e pilota automobilistico tedesco
- 1983 - Juan Luis Barrios, mezzofondista e maratoneta messicano
- 1983 - John Lloyd Cruz, attore e modello filippino
- 1983 - Shermain Jeremy, modella antiguo-barbudana
- 1983 - Ariel Kenig, scrittore e drammaturgo francese
- 1983 - Jan Kjell Larsen, ex calciatore norvegese
- 1983 - Jasmin Moghbeli, astronauta statunitense
- 1983 - Sofía Mulánovich, surfista peruviana
- 1983 - Gianni Munari, dirigente sportivo e ex calciatore italiano
- 1983 - Candice Prévost, ex calciatrice francese
- 1983 - David Seymour, politico neozelandese
- 1983 - Valeria Spälty, giocatrice di curling svizzera
- 1983 - Ivan Stevanović, ex calciatore serbo
- 1983 - Haley Stevens, politica statunitense
- 1983 - Oz Zehavi, attore israeliano
- 1983 - Kenny van Hoevelen, calciatore belga
- 1984 - Javier Ambrossi, attore, produttore televisivo e sceneggiatore spagnolo
- 1984 - Francis Bossman, ex calciatore ghanese
- 1984 - Chiara De Luca, ex cestista italiana
- 1984 - Michael Mathieu, velocista bahamense
- 1984 - James McPake, allenatore di calcio e ex calciatore scozzese
- 1984 - Christian Nagiller, ex saltatore con gli sci austriaco
- 1984 - Davide Orsini, sceneggiatore italiano
- 1984 - Andrea Raggi, ex calciatore italiano
- 1984 - J.J. Redick, ex cestista e allenatore di pallacanestro statunitense
- 1985 - Diego Alves, ex calciatore brasiliano
- 1985 - Isabelle Blanchet-Rampling, nuotatrice artistica canadese
- 1985 - Jessica Davenport, ex cestista statunitense
- 1985 - Taj Gibson, cestista statunitense
- 1985 - Justin Hires, attore e comico statunitense
- 1985 - Curtis Painter, ex giocatore di football americano statunitense
- 1985 - Darko Pavićević, ex calciatore montenegrino
- 1985 - Krunoslav Simon, cestista croato
- 1985 - Aste, rapper finlandese
- 1986 - Harrison Afful, ex calciatore ghanese
- 1986 - Abdulrahman Al-Faihan, tiratore a volo kuwaitiano
- 1986 - Caroline Burckle, nuotatrice statunitense
- 1986 - Sandi Čebular, cestista sloveno
- 1986 - Francesca Dallapé, ex tuffatrice italiana
- 1986 - Naoki Hatta, ex calciatore giapponese
- 1986 - Phil Hughes, ex giocatore di baseball statunitense
- 1986 - Jean Raphael Vanderlei Moreira, calciatore brasiliano
- 1986 - Dennis Kempe, ex calciatore tedesco
- 1986 - Solange Knowles, cantautrice, produttrice discografica e regista statunitense
- 1986 - Kasey Lansdale, cantautrice, scrittrice e attrice statunitense
- 1986 - Luka Lungu, calciatore zambiano
- 1986 - Vilija Matačiūnaitė, cantante lituana
- 1986 - Silvija Miteva, ex ginnasta bulgara
- 1986 - Michael Parensen, ex calciatore tedesco
- 1986 - Amber Rose Revah, attrice britannica
- 1986 - Shea Salinas, ex calciatore statunitense
- 1986 - Bojana Stamenov, cantante serba
- 1986 - Yūto Takeoka, ex calciatore giapponese
- 1986 - Brandon Underwood, giocatore di football americano statunitense
- 1986 - Kah Chun Wong, direttore d'orchestra e compositore singaporiano
- 1987 - Feta Ahamada, velocista comoriana
- 1987 - Tomás Bellas, cestista spagnolo
- 1987 - Briana Blair, ex attrice pornografica e modella statunitense
- 1987 - Lucas Gamba, calciatore argentino
- 1987 - Craig Henderson, ex calciatore neozelandese
- 1987 - Lamarr Houston, ex giocatore di football americano statunitense
- 1987 - María Irigoyen, tennista argentina
- 1987 - LiSA, cantautrice giapponese
- 1987 - Wesley Lopes Beltrame, ex calciatore brasiliano
- 1987 - Arturo Lupoli, ex calciatore italiano
- 1987 - Snow Tha Product, rapper, cantante e attrice statunitense
- 1987 - Lionel Messi, calciatore argentino
- 1987 - Kim Rune Ovesen, giocatore di calcio a 5 e calciatore norvegese
- 1987 - Mozzy, rapper e produttore discografico statunitense
- 1987 - Scott Robertson, tuffatore australiano
- 1987 - Nicholas Robinson-Baker, tuffatore britannico
- 1987 - Pierre Vaultier, ex snowboarder francese
- 1987 - Sam Young, giocatore di football americano statunitense
- 1988 - Ergün Berisha, ex calciatore svizzero
- 1988 - Thiago Carvalho, allenatore di calcio e ex calciatore brasiliano
- 1988 - Zainadine Júnior, calciatore mozambicano
- 1988 - Cho So-hyun, calciatrice sudcoreana
- 1988 - Branislav Danilović, calciatore serbo
- 1988 - Anna De la Forest, hockeista su ghiaccio italiana
- 1988 - Micheal Eric, cestista nigeriano
- 1988 - Espen Eskås, arbitro di calcio norvegese
- 1988 - Rodney Green, cestista statunitense
- 1988 - Francisco Mattia, calciatore argentino
- 1988 - Nichkhun, rapper, attore e modello thailandese
- 1988 - Dzjanis Obrazaŭ, ex calciatore bielorusso
- 1988 - Humberto Osorio, calciatore colombiano
- 1988 - Candice Patton, attrice statunitense
- 1988 - Dominic Pürcher, calciatore austriaco
- 1988 - Micah Richards, ex calciatore inglese
- 1988 - Ryan Sissons, triatleta neozelandese
- 1988 - Dominique Tipper, attrice e musicista britannica
- 1988 - Collen Warner, ex calciatore statunitense
- 1989 - Meraf Bahta, mezzofondista eritrea
- 1989 - Wilmer Crisanto, calciatore honduregno
- 1989 - Jarret Eaton, ostacolista e velocista statunitense
- 1989 - Rafi Gavron, attore britannico
- 1989 - Hayk Išxanyan, ex calciatore armeno
- 1989 - Fabian Koch, calciatore austriaco
- 1989 - Vjačeslav Kuznecov, ciclista su strada russo
- 1989 - Renato Malota, ex calciatore albanese
- 1989 - Sofia Mattsson, attrice svedese
- 1989 - Ryan Meehan, pallavolista statunitense
- 1989 - Shuhrat Muhammadiyev, calciatore uzbeko
- 1989 - Kelechi Osemele, giocatore di football americano statunitense
- 1989 - Luca Petillo, rugbista a 15 italiano
- 1989 - Robbie Ross Jr., giocatore di baseball statunitense
- 1990 - Anna Asti, cantante ucraina
- 1990 - Edoardo Cocchi, ex pallanuotista italiano
- 1990 - Michael Del Zotto, hockeista su ghiaccio canadese
- 1990 - Roland Hofer, hockeista su ghiaccio italiano
- 1990 - Denys Kaliberda, pallavolista ucraino
- 1990 - Kelvin Leerdam, calciatore olandese
- 1990 - Márcio Moreira, giocatore di calcio a 5 portoghese
- 1990 - Jaroslava Pencová, pallavolista slovacca
- 1990 - Pierrick Pivron, hockeista su ghiaccio francese
- 1990 - Cristian Rodríguez, tennista colombiano
- 1990 - Tomislav Šarić, calciatore croato
- 1990 - Richard Sukuta-Pasu, calciatore tedesco
- 1990 - Juan Gabriel Valverde, calciatore boliviano
- 1990 - Gaëtan Varenne, ex calciatore francese
- 1990 - Earl Watford, giocatore di football americano statunitense
- 1990 - Kevin Young, cestista statunitense
- 1991 - Mutaz Essa Barshim, altista qatariota
- 1991 - Moez Ben Cherifia, calciatore tunisino
- 1991 - Arfang Daffé, calciatore senegalese
- 1991 - Max Ehrich, attore, ballerino e cantante statunitense
- 1991 - Javlon Guseynov, calciatore uzbeko
- 1991 - Devon Kennard, giocatore di football americano statunitense
- 1991 - Lasan Kromah, cestista statunitense
- 1991 - Lee Jung-hyup, calciatore sudcoreano
- 1991 - Jennifer Lombardo, sollevatrice italiana
- 1991 - Hiba Abu Nada, poetessa e romanziera palestinese († 2023)
- 1991 - Aleh Patocki, ex calciatore bielorusso
- 1991 - Macy Ubben, pallavolista statunitense
- 1991 - John Urschel, ex giocatore di football americano canadese
- 1991 - Jan Ziobro, ex saltatore con gli sci polacco
- 1992 - David Alaba, calciatore austriaco
- 1992 - Rubén Bover, calciatore spagnolo
- 1992 - Mauricio Duarte, calciatore colombiano
- 1992 - Merika Enne, ex snowboarder finlandese
- 1992 - Raven Goodwin, attrice statunitense
- 1992 - Stuart Hogg, rugbista a 15 britannico
- 1992 - Isaac Kiese Thelin, calciatore svedese
- 1992 - Luca Lai, velocista italiano
- 1992 - João Reis, calciatore portoghese
- 1992 - Germán Sánchez, tuffatore messicano
- 1992 - Jamari Traylor, cestista statunitense
- 1992 - 6lack, rapper e cantante statunitense
- 1992 - Márton Vámos, pallanuotista ungherese
- 1992 - Joseba Zaldúa, calciatore spagnolo
- 1993 - Apóstolos Angelís, fondista e biatleta greco
- 1993 - Jordan Botaka, calciatore congolese (Repubblica Democratica del Congo)
- 1993 - Adam Deja, calciatore polacco
- 1993 - Hasanboy Dusmatov, pugile uzbeko
- 1993 - Beanie Feldstein, attrice statunitense
- 1993 - Il Volo, tenore italiano
- 1993 - Tommy Maistrello, calciatore italiano
- 1993 - Brandon Maïsano, ex pilota automobilistico francese
- 1993 - Brian McLaughlin, sciatore alpino statunitense
- 1993 - Justin Mengolo, calciatore camerunese
- 1993 - Stina Nilsson, ex biatleta e ex fondista svedese
- 1993 - Jakub Pešek, calciatore ceco
- 1993 - Heidy Rodríguez, ex pallavolista cubana
- 1993 - Antoine Warnier, ex ciclista su strada belga
- 1993 - Lydia West, attrice britannica
- 1994 - Karim Aribi, calciatore algerino
- 1994 - Romario Barthéléry, calciatore francese
- 1994 - Mitch Evans, pilota automobilistico neozelandese
- 1994 - Ruth Hamblin, cestista canadese
- 1994 - Hyon Il-myong, tuffatore nordcoreano
- 1994 - Fiston Kalala Mayele, calciatore della Repubblica Democratica del Congo
- 1994 - Peni Kitiona, calciatore samoano
- 1994 - Cashanova Bulhar, rapper ceco
- 1994 - Cadete, calciatore spagnolo
- 1994 - Stefan Mihajlović, ex calciatore serbo
- 1994 - Erin Moriarty, attrice statunitense
- 1994 - Nicole Muñoz, attrice canadese
- 1994 - Nicolás Quijera, giavellottista spagnolo
- 1994 - Ali Sabeh, calciatore libanese
- 1994 - Leandro Sosa, calciatore uruguaiano
- 1994 - Przemysław Szymiński, calciatore polacco
- 1994 - Matt Turner, calciatore statunitense
- 1994 - Diogo Ventura, cestista portoghese
- 1994 - Lily Williams, ciclista su strada, pistard e ciclocrossista statunitense
- 1995 - Joan Campins, calciatore spagnolo
- 1995 - Dominic Iorfa, calciatore inglese
- 1995 - Vasyl' Mychajlov, lottatore ucraino
- 1995 - Hervin Ongenda, calciatore francese
- 1995 - Emma Rafowicz, politica francese
- 1996 - Edoardo Affini, ciclista su strada italiano
- 1996 - Damián Batallini, calciatore argentino
- 1996 - Bradley Chubb, giocatore di football americano statunitense
- 1996 - Marcus Coco, calciatore francese
- 1996 - Harris Dickinson, attore britannico
- 1996 - Yūtarō Hakamata, calciatore giapponese
- 1996 - Marc-Andrea Hüsler, tennista svizzero
- 1996 - Luke Kennard, cestista statunitense
- 1996 - Duki, rapper argentino
- 1996 - Thomas Ouwejan, calciatore olandese
- 1996 - Alen Ožbolt, calciatore sloveno
- 1996 - Trey Porter, cestista statunitense
- 1996 - Germanpreet Singh, calciatore indiano
- 1996 - Mathías Suárez, calciatore uruguaiano
- 1996 - Shuhei Tada, velocista giapponese
- 1996 - Nikola Vasiljević, calciatore serbo
- 1996 - Kristupas Žemaitis, cestista lituano
- 1997 - Barış Alıcı, calciatore turco
- 1997 - Kerim Alıcı, calciatore turco
- 1997 - Ivenzo Comvalius, calciatore surinamese
- 1997 - Gustavo Hamer, calciatore brasiliano
- 1997 - Kevon Harris, cestista statunitense
- 1997 - DeJuan Jones, calciatore statunitense
- 1997 - Kenneth Paal, calciatore olandese
- 1997 - Daniela Rotolo, taekwondoka italiana
- 1997 - Yan Sasse, calciatore brasiliano
- 1997 - José Luis Sierra Cabrera, calciatore cileno
- 1997 - Serghei Tarnovschi, canoista moldavo
- 1997 - Jake Austin Walker, cantante e attore statunitense
- 1997 - Jasurbek Yaxshiboyev, calciatore uzbeko
- 1998 - Tremayne Anchrum, giocatore di football americano statunitense
- 1998 - Fabricio Domínguez, calciatore uruguaiano
- 1998 - Federico Gatti, calciatore italiano
- 1998 - Juan El Caballo Loco, attore pornografico statunitense
- 1998 - Daniil Kulikov, calciatore russo
- 1998 - Youssef Maziz, calciatore francese
- 1998 - Emil Riis Jakobsen, calciatore danese
- 1998 - Kye Rowles, calciatore australiano
- 1998 - Dmytro Semeniv, calciatore ucraino
- 1998 - Coy Stewart, attore statunitense
- 1998 - Niccolò Zanellato, calciatore italiano
- 1998 - Cédric Zesiger, calciatore svizzero
- 1999 - Caetano, calciatore brasiliano
- 1999 - Chiara Consonni, pistard e ciclista su strada italiana
- 1999 - Andrei Cordea, calciatore rumeno
- 1999 - Paulo Vitor Fernandes Pereira, calciatore brasiliano
- 1999 - Gianluca Frabotta, calciatore italiano
- 1999 - Ümit Can Güreş, nuotatore turco
- 1999 - Nate Hobbs, giocatore di football americano statunitense
- 1999 - Natália Martišková, cestista slovacca
- 1999 - Bojan Miovski, calciatore macedone
- 1999 - Darwin Núñez, calciatore uruguaiano
- 1999 - Mads Roerslev Rasmussen, calciatore danese
- 1999 - Bastien Toma, calciatore svizzero
- 2000 - Antoine Baroan, calciatore francese
- 2000 - Nuria Brancaccio, tennista italiana
- 2000 - Lucas Esteves, calciatore brasiliano
- 2000 - Thomas Gogois, triplista francese
- 2000 - David Heidenreich, calciatore ceco
- 2000 - Abdelkahar Kadri, calciatore algerino
- 2000 - Anastasija Kirpičnikova, nuotatrice russa
- 2000 - Arnau Parrado, cestista spagnolo
- 2000 - Ostap Prytula, calciatore ucraino
- 2000 - Nehuén Pérez, calciatore argentino
- 2000 - Tyler Steen, giocatore di football americano statunitense
- 2000 - Juanyeh Thomas, giocatore di football americano statunitense

## XXI secolo(26)
- 2001 - Margrethe Bergane, fondista norvegese
- 2001 - Logan Currie, ciclista su strada neozelandese
- 2001 - Baïla Diallo, calciatore senegalese
- 2001 - Francisco Muñoz, ciclista su strada spagnolo
- 2001 - Antonio Tiberi, ciclista su strada italiano
- 2001 - Samuel Ďatko, calciatore slovacco
- 2002 - Darlan de Souza, pallavolista brasiliano
- 2002 - Ekaterina Kurakova, pattinatrice artistica su ghiaccio russa
- 2002 - Kacper Majewski, pistard e ciclista su strada polacco
- 2002 - Giulia Miserendino, sollevatrice italiana
- 2002 - Hristijan Petrov, calciatore bulgaro
- 2002 - Sem Scheperman, calciatore olandese
- 2002 - Ryan Willie, velocista statunitense
- 2003 - Diego Castrillo, calciatore uruguaiano
- 2003 - Casper Terho, calciatore finlandese
- 2003 - Leo Walta, calciatore finlandese
- 2003 - Melle Witteveen, calciatore olandese
- 2004 - Ėrika Andreeva, tennista russa
- 2004 - Gijs Besselink, calciatore olandese
- 2004 - Mattia Boninfante, pallavolista italiano
- 2004 - Oaklee Pendergast, attore britannico
- 2004 - Reed Sheppard, cestista statunitense
- 2005 - Arthur Heude, sciatore alpino francese
- 2005 - Viktorie Ondrová, astista ceca
- 2006 - Risa Ueno, goista giapponese
- 2007 - Bleon Kurtulus, calciatore svedese

## Senza anno specificato(1)
- Giovanni Battista, predicatore ebreo antico